# モンタノス派
モンタノス派は、2世紀の小アジアで現れ、主流派からは異端とみなされたキリスト教の一派。モンタヌス派とも。

## 概説
紀元150年代、小アジア西部のフリュギアでモンタノスの創始した運動がルーツである。
モンタノスは、初期のキリスト教において見られたような聖霊の働きが自分に与えられたといい、その身に父なる神、子なる神、精霊なる神をあわせもつ三位一体神であることを主張した。さらにキリストの再臨が近く、キリストが新しいエルサレムと共にフリュギアに降るだろうとも主張した。やがて、モンタノスの下にプリスカとマキシミラという二人の女預言者が加わり、モンタノス派の中心となった。
モンタノスは人々に初代教会の純粋な信仰生活への回帰を求め、禁欲的な生活を行った。独身を尊び、再婚を禁止した。さらにモンタノスとその追随者たちは断食を強化し、苦行を積極的に行った。また、迫害時の逃亡を禁じた。モンタノスの呼びかけに同調した者は北アフリカ、ガリアなどに多かった。
当初、彼らは異端というよりは単なる厳格派のグループと見られていたが、171年にヒエラポリスの司教だったアポリナリオスがモンタノス主義者たちの過激さに疑問を呈したことから、キリスト教内で論議が起こった。エイレナイオスも著書『異端反駁』の中で、モンタノス派に言及している。
2世紀の終わりに小アジアで行われた主教会議において、モンタノスとその同調者たちがキリスト教の位階制に対して批判的であることなどから異端であると宣言された。しかし、以降のモンタノス派はローマでも盛んになった。さらにモンタノス派を有名にしたのは、最初のラテン教父として知られる思想家テルトゥリアヌスが3世紀の初めに加わったことによってであった。
モンタノス派は、最終的には、8世紀頃まで存続したようである。モンタノス派は消えても、以後のキリスト教の歴史の中に、モンタノスの唱えたような聖霊による刷新運動と「キリストの再臨が近い」という主張を行うグループは、形を変えながら繰り返し現れることになる。